# Centro do FamilySearch

Um CFS em Jacarepaguá, Rio de Janeiro, Brasil.

Centro do FamilySearch (CFS; até 2023 eram chamados Centro de História da Família; CHF) são locais de pesquisa genealógica de A Igreja de Jesus Cristo dos Santos dos Últimos Dias.
Em abril de 2024, havia 6 388 centros do FamilySearch em funcionamento em mais de 149 países.
Os centros são coordenados por áreas geográficas que por sua vez são gerida pela sede do FamilySearch em Salt Lake City (Utah) nos Estados Unidos da América.
Fundada em 13 de novembro de 1894, a Sociedade Genealógica de Utah, hoje FamilySearch, disponibiliza online e nos CHF um gigantesco banco de dados genealógico, possivelmente o maior do mundo desta natureza. São mais de dois bilhões de microfilmes (boa parte já digitalizada) que reproduzem os seguintes registros:
- assentos de registro civil (registros de nascimento, casamento e óbito)
- assentos de registro paroquial (registros de batismo, casamento religioso e morte)
- censos de população
- listas de passageiros de navios
- listas de hospedarias de imigrantes
- livros sobre temas da genealogia (livros de famílias ilustres, brasonários, etc.)

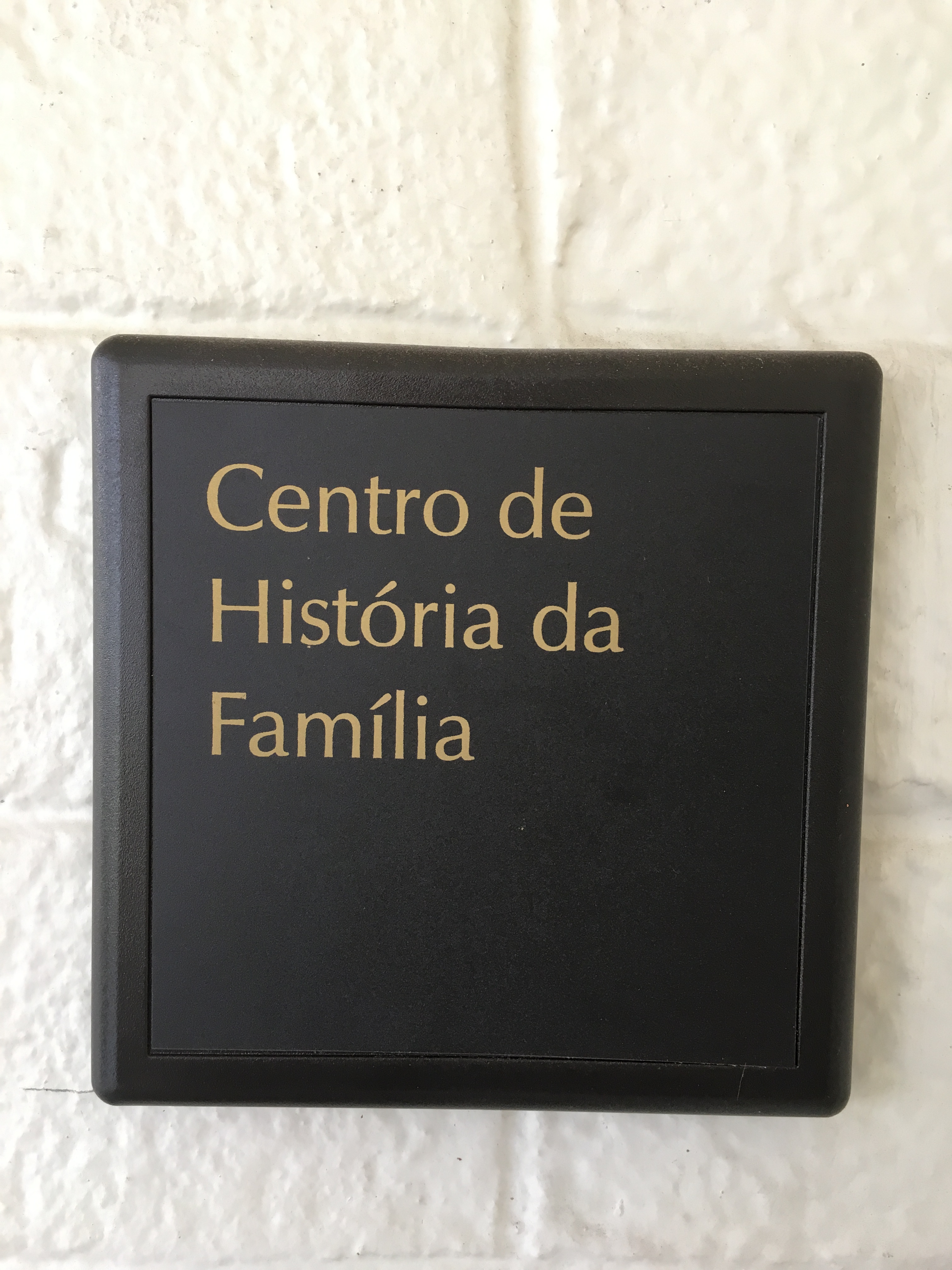
Placa de identificação do Centro de História da Família do Templo de São Paulo

Os CFS são geridos por voluntários membros de A Igreja de Jesus Cristo dos Santos dos Últimos Dias e são abertos a todos os cidadãos, independentemente da sua religião.
A depender de contratos com as instituições que guardam determinados registros, somente durante pesquisa presencial num CFS é possível ter acesso aos livros digitalizados para consulta.